# IWGPタッグ王座
IWGPタッグ王座（IWGPタッグおうざ）は、新日本プロレスが管理、認定している王座。

## 概要
1981年にNWA北米タッグ王座が封印されて以来、新日本は長らくタッグ王座不在の時期が続いていたが、1985年5月にWWFインターナショナル・タッグ王座が復活され、藤波辰巳&木村健吾が第8代王者となり、4度の防衛を果たしていた。しかし、10月末にWWFと新日本の業務提携が解消されたため、同王座は復活から5ヶ月で、WWFインターナショナル・ヘビー級王座およびWWFジュニアヘビー級王座と共に封印された。それに代わるタッグ王座として、新日本プロレスがIWGPの王座として初めて認定したタイトルが、このIWGPタッグ王座である。
1985年11月、本来行われる予定だった『MSGタッグリーグ戦』がWWFとの業務提携解消で「MSG」の名称が使えなくなったことから、その代替として『IWGPタッグリーグ戦』の開催が発表され、優勝チームが初代IWGPタッグ王者チームに認定されることになった。ところが、リーグ戦1位通過のブルーザー・ブロディ&ジミー・スヌーカが12月12日の決勝戦をボイコットして帰国したため、急遽アントニオ猪木&坂口征二と藤波＆木村のリーグ戦2位同士の間で決勝戦が行われた。試合はドラゴン・スープレックス・ホールドで藤波が猪木から3カウントを奪い、WWFインターナショナル・タッグ王者だった藤波＆木村が初代王者チームとなった。

## 歴代王者
| 歴代    | チャンピオン                 | チャンピオン                     | 戴冠回数 | 防衛回数 | 日付           | 場所                             |
| ------- | ---------------------------- | -------------------------------- | -------- | -------- | -------------- | -------------------------------- |
| 初代    | 藤波辰巳                     | 木村健吾                         | 1        | 5        | 1985年12月12日 | 宮城県スポーツセンター           |
| 第2代   | 前田日明                     | 木戸修                           | 1        | 1        | 1986年8月5日   | 両国国技館                       |
| 第3代   | 藤波辰巳                     | 木村健吾                         | 2        | 0        | 1986年9月23日  | 後楽園ホール                     |
| 第4代   | 越中詩郎                     | 武藤敬司                         | 1        | 0        | 1987年3月20日  | 後楽園ホール                     |
| 第5代   | 前田日明                     | 高田伸彦                         | 1        | 2        | 1987年3月26日  | 大阪城ホール                     |
| 第6代   | 藤原喜明                     | 山崎一夫                         | 1        | 2        | 1987年9月1日   | 福岡国際センター                 |
| 第7代   | 藤波辰巳                     | 木村健吾                         | 3        | 3        | 1988年1月18日  | 徳山市体育館                     |
| 第8代   | 長州力                       | マサ斎藤                         | 1        | 4        | 1988年6月10日  | 広島県立体育館                   |
| 第9代   | ジョージ高野                 | スーパー・ストロング・マシン     | 1        | 1        | 1989年3月16日  | 横浜文化体育館                   |
| 第10代  | 長州力                       | 飯塚孝之                         | 1        | 1        | 1989年7月13日  | 両国国技館                       |
| 第11代  | マサ斎藤                     | 橋本真也                         | 1        | 3        | 1989年9月20日  | 大阪城ホール                     |
| 第12代  | 武藤敬司                     | 蝶野正洋                         | 1        | 3        | 1990年4月27日  | 東京ベイNKホール                 |
| 第13代  | 馳浩                         | 佐々木健介                       | 1        | 2        | 1990年11月1日  | 日本武道館                       |
| 第14代  | スーパー・ストロング・マシン | ヒロ斎藤                         | 1        | 2        | 1990年12月26日 | 浜松アリーナ                     |
| 第15代  | 馳浩                         | 佐々木健介                       | 2        | 0        | 1991年3月6日   | 長崎国際体育館                   |
| 第16代  | リック・スタイナー           | スコット・スタイナー             | 1        | 2        | 1991年3月21日  | 東京ドーム                       |
| 第17代  | 武藤敬司                     | 馳浩                             | 1        | 2        | 1991年11月5日  | 日本武道館                       |
| 第18代  | ビッグバン・ベイダー         | クラッシャー・バンバン・ビガロ   | 1        | 2        | 1992年3月1日   | 横浜アリーナ                     |
| 第19代  | リック・スタイナー           | スコット・スタイナー             | 2        | 3        | 1992年6月26日  | 日本武道館                       |
| 第20代  | スコット・ノートン           | トニー・ホーム                   | 1        | 0        | 1992年11月22日 | 両国国技館                       |
| 第21代  | ホーク・ウォリアー           | パワー・ウォリアー               | 1        | 4        | 1992年12月14日 | 大阪府立体育会館                 |
| 第22代  | スコット・ノートン           | ヘラクレス・ヘルナンデス         | 1        | 3        | 1993年8月5日   | 両国国技館                       |
| 第23代  | ホーク・ウォリアー           | パワー・ウォリアー               | 2        | 2        | 1994年1月4日   | 東京ドーム                       |
| 第24代  | 武藤敬司                     | 馳浩                             | 2        | 1        | 1994年11月25日 | 岩手県営体育館                   |
| 第25代  | 蝶野正洋                     | 天山広吉                         | 1        | 0        | 1995年6月12日  | 大阪府立体育会館                 |
| 第26代  | 橋本真也                     | 平田淳嗣                         | 1        | 6        | 1995年7月13日  | 札幌中島スポーツセンター         |
| 第27代  | 山崎一夫                     | 飯塚高史                         | 1        | 0        | 1996年6月12日  | 大阪府立体育会館                 |
| 第28代  | 蝶野正洋                     | 天山広吉                         | 2        | 2        | 1996年7月16日  | 札幌中島スポーツセンター         |
| 第29代  | 藤波辰爾                     | 木村健悟                         | 4        | 3        | 1997年1月4日   | 東京ドーム                       |
| 第30代  | 長州力                       | 佐々木健介                       | 1        | 0        | 1997年4月12日  | 東京ドーム                       |
| 第31代  | 中西学                       | 小島聡                           | 1        | 1        | 1997年5月3日   | 大阪ドーム                       |
| 第32代  | 佐々木健介                   | 山崎一夫                         | 1        | 0        | 1997年8月10日  | ナゴヤドーム                     |
| 第33代  | 蝶野正洋                     | 武藤敬司                         | 2        | 2        | 1997年10月19日 | ワールド記念ホール               |
| 第34代  | 蝶野正洋                     | 天山広吉                         | 3        | 0        | 1998年6月5日   | 日本武道館                       |
| 第35代  | 越中詩郎                     | 天龍源一郎                       | 1        | 2        | 1998年7月15日  | 札幌中島スポーツセンター         |
| 第36代  | 天山広吉                     | 小島聡                           | 1        | 1        | 1999年1月4日   | 東京ドーム                       |
| 第37代  | 佐々木健介                   | 越中詩郎                         | 1        | 2        | 1999年3月22日  | 尼崎市記念公園総合体育館         |
| 第38代  | 後藤達俊                     | 小原道由                         | 1        | 1        | 1999年6月27日  | グランシップ静岡                 |
| 第39代  | 永田裕志                     | 中西学                           | 1        | 4        | 1999年8月28日  | 神宮球場                         |
| 第40代  | 天山広吉                     | 小島聡                           | 2        | 6        | 2000年7月20日  | 北海道立総合体育センター         |
| 第41代  | 藤波辰爾                     | 西村修                           | 1        | 1        | 2001年9月23日  | 大阪府立門真スポーツセンター     |
| 第42代  | 武藤敬司                     | 太陽ケア                         | 1        | 0        | 2001年10月28日 | 福岡国際センター                 |
| 第43代  | 蝶野正洋                     | 天山広吉                         | 4        | 7        | 2002年3月24日  | 尼崎市記念公園総合体育館         |
| 第44代  | 吉江豊                       | 棚橋弘至                         | 1        | 3        | 2003年6月13日  | 日本武道館                       |
| 第45代  | 西村修                       | 天山広吉                         | 1        | 0        | 2003年12月14日 | 名古屋市総合体育館               |
| 第46代  | 鈴木みのる                   | 高山善廣                         | 1        | 4        | 2004年2月1日   | 北海道立総合体育センター         |
| 第47代  | 棚橋弘至                     | 中邑真輔                         | 1        | 4        | 2004年12月11日 | 大阪府立体育会館                 |
| 第48代  | 蝶野正洋                     | 天山広吉                         | 5        | 3        | 2005年10月30日 | ワールド記念ホール               |
| 第49代  | 中西学                       | 大森隆男                         | 1        | 1        | 2006年7月17日  | 月寒グリーンドーム               |
| 第50代  | ジャイアント・バーナード     | トラヴィス・トムコ               | 1        | 5        | 2007年3月11日  | 愛知県体育館                     |
| 第51代  | 矢野通                       | 真壁刀義                         | 1        | 4        | 2008年2月17日  | 両国国技館                       |
| 第52代  | ブラザー・レイ               | ブラザー・ディーボン             | 1        | 4        | 2009年1月4日   | 東京ドーム                       |
| 第53代  | ブルータス・マグナス         | ダグ・ウィリアムズ               | 1        | 1        | 2009年7月21日  | ユニバーサル・スタジオ・フロリダ |
| 第54代  | ブラザー・レイ               | ブラザー・ディーボン             | 2        | 1        | 2009年10月18日 | ブレン・イベント・センター       |
| 第55代  | 高橋裕二郎                   | 内藤哲也                         | 1        | 1        | 2010年1月4日   | 東京ドーム                       |
| 第56代  | 永田裕志                     | 井上亘                           | 1        | 0        | 2010年5月3日   | 福岡国際センター                 |
| 第57代  | ジャイアント・バーナード     | カール・アンダーソン             | 1        | 10       | 2010年6月19日  | 大阪府立体育会館                 |
| 第58代  | 天山広吉                     | 小島聡                           | 3        | 2        | 2012年1月4日   | 東京ドーム                       |
| 第59代  | 矢野通                       | 飯塚高史                         | 1        | 0        | 2012年5月3日   | 福岡国際センター                 |
| 第60代  | 天山広吉                     | 小島聡                           | 4        | 0        | 2012年7月22日  | 山形市総合スポーツセンター       |
| 第61代  | ランス・アーチャー           | デイビーボーイ・スミス・ジュニア | 1        | 5        | 2012年10月8日  | 両国国技館                       |
| 第62代  | 天山広吉                     | 小島聡                           | 5        | 2        | 2013年5月3日   | 福岡国際センター                 |
| 第63代  | ランス・アーチャー           | デイビーボーイ・スミス・ジュニア | 2        | 0        | 2013年11月9日  | 大阪府立体育会館                 |
| 第64代  | カール・アンダーソン         | ドグ・ギャローズ                 | 1        | 6        | 2014年1月4日   | 東京ドーム                       |
| 第65代  | 後藤洋央紀                   | 柴田勝頼                         | 1        | 0        | 2015年1月4日   | 東京ドーム                       |
| 第66代  | カール・アンダーソン         | ドグ・ギャローズ                 | 2        | 0        | 2015年2月11日  | 大阪府立体育会館                 |
| 第67代  | マット・ターバン             | マイケル・ベネット               | 1        | 0        | 2015年4月5日   | 両国国技館                       |
| 第68代  | カール・アンダーソン         | ドグ・ギャローズ                 | 3        | 1        | 2015年7月5日   | 大阪城ホール                     |
| 第69代  | 真壁刀義                     | 本間朋晃                         | 1        | 1        | 2016年1月4日   | 東京ドーム                       |
| 第70代  | タマ・トンガ                 | タンガ・ロア                     | 1        | 1        | 2016年4月10日  | 両国国技館                       |
| 第71代  | ジェイ・ブリスコ             | マーク・ブリスコ                 | 1        | 2        | 2016年6月19日  | 大阪城ホール                     |
| 第72代  | タマ・トンガ                 | タンガ・ロア                     | 2        | 1        | 2016年10月10日 | 両国国技館                       |
| 第73代  | 矢野通                       | 石井智宏                         | 1        | 2        | 2017年1月4日   | 東京ドーム                       |
| 第74代  | 天山広吉                     | 小島聡                           | 6        | 0        | 2017年3月6日   | 大田区総合体育館                 |
| 第75代  | レイモンド・ロウ             | ハンソン                         | 1        | 1        | 2017年4月9日   | 両国国技館                       |
| 第76代  | タマ・トンガ                 | タンガ・ロア                     | 3        | 0        | 2017年6月11日  | 大阪城ホール                     |
| 第77代  | レイモンド・ロウ             | ハンソン                         | 2        | 3        | 2017年7月1日   | ロングビーチ・アリーナ           |
| 第78代  | ランス・アーチャー           | デイビーボーイ・スミス・ジュニア | 3        | 1        | 2017年9月24日  | ワールド記念ホール               |
| 第79代  | EVIL                         | SANADA                           | 1        | 2        | 2018年1月4日   | 東京ドーム                       |
| 第80代  | マット・ジャクソン           | ニック・ジャクソン               | 1        | 1        | 2018年6月9日   | 大阪城ホール                     |
| 第81代  | タマ・トンガ                 | タンガ・ロア                     | 4        | 0        | 2018年10月1日  | ウォルター・ピラミッド           |
| 第82代  | EVIL                         | SANADA                           | 2        | 1        | 2019年1月4日   | 東京ドーム                       |
| 第83代  | タマ・トンガ                 | タンガ・ロア                     | 5        | 7        | 2019年2月23日  | 後楽園ホール                     |
| 第84代  | ジュース・ロビンソン         | デビッド・フィンレー             | 1        | 0        | 2020年1月4日   | 東京ドーム                       |
| 第85代  | タマ・トンガ                 | タンガ・ロア                     | 6        | 0        | 2020年2月1日   | コカ・コーラ・ロキシー           |
| 第86代  | 棚橋弘至                     | 飯伏幸太                         | 1        | 0        | 2020年2月21日  | 後楽園ホール                     |
| 第87代  | タイチ                       | ザック・セイバーJr.              | 1        | 2        | 2020年7月12日  | 大阪城ホール                     |
| 第88代  | タマ・トンガ                 | タンガ・ロア                     | 7        | 2        | 2021年1月4日   | 東京ドーム                       |
| 第89代  | タイチ                       | ザック・セイバーJr.              | 2        | 0        | 2021年6月1日   | 後楽園ホール                     |
| 第90代  | 内藤哲也                     | SANADA                           | 1        | 0        | 2021年7月11日  | 北海道立真駒内公園屋内競技場     |
| 第91代  | タイチ                       | ザック・セイバーJr.              | 3        | 1        | 2021年7月25日  | 東京ドーム                       |
| 第92代  | 後藤洋央紀                   | YOSHI-HASHI                      | 1        | 1        | 2022年1月4日   | 東京ドーム                       |
| 第93代  | ジェフ・コブ                 | グレート-O-カーン                | 1        | 0        | 2022年4月9日   | 両国国技館                       |
| 第94代  | バッドラック・ファレ         | チェーズ・オーエンズ             | 1        | 0        | 2022年5月1日   | 福岡PayPayドーム                 |
| 第95代  | ジェフ・コブ                 | グレート-O-カーン                | 2        | 0        | 2022年6月12日  | 大阪城ホール                     |
| 第96代  | ダックス・ハーウッド         | キャッシュ・ウィーラー           | 1        | 2        | 2022年6月27日  | ユナイテッド・センター           |
| 第97代  | 後藤洋央紀                   | YOSHI-HASHI                      | 2        | 2        | 2023年1月4日   | 東京ドーム                       |
| 第98代  | マーク・デイビス             | カイル・フレッチャー             | 1        | 2        | 2023年4月8日   | 両国国技館                       |
| 第99代  | 後藤洋央紀                   | YOSHI-HASHI                      | 3        | 2        | 2023年6月4日   | 大阪城ホール                     |
| 第100代 | ヒクレオ                     | エル・ファンタズモ               | 1        | 0        | 2024年1月4日   | 東京ドーム                       |
| 第101代 | KENTA                        | チェーズ・オーエンズ             | 1        | 0        | 2024年2月11日  | 大阪府立体育会館                 |
| 第102代 | 後藤洋央紀                   | YOSHI-HASHI                      | 4        | 1        | 2024年4月6日   | 両国国技館                       |
| 第103代 | KENTA                        | チェーズ・オーエンズ             | 2        | 0        | 2024年5月4日   | 福岡国際センター                 |
| 第104代 | マイキー・ニコルス           | シェイン・ヘイスト               | 1        | 1        | 2024年6月9日   | 大阪城ホール                     |
| 第105代 | グレート-O-カーン            | HENARE                           | １       | 0        | 2024年11月4日  | 大阪府立体育会館                 |
| 第106代 | マシュー・ジャクソン         | ニコラス・ジャクソン             | 2        | 0        | 2025年1月5日   | 東京ドーム                       |
| 第107代 | 内藤哲也                     | 高橋ヒロム                       | 1        | 0        | 2025年2月11日  | 大阪府立体育会館                 |
| 第108代 | ジェフ・コブ                 | カラム・ニューマン               | 1        | 0        | 2025年4月5日   | 両国国技館                       |
| 第109代 | グレート-O-カーン            | カラム・ニューマン               | 1        | 0        | 2025年4月26日  | 広島サンプラザホール             |
| 第110代 | 石井智宏                     | タイチ                           | 1        |          | 2025年6月15日  | 大阪城ホール                     |

## 主な記録
- 最多戴冠者：12回 - 天山広吉（第25・28・34・36・40・43・45・48・58・60・62・74代）
- 最多戴冠回数：7回 - タマ・トンガ&タンガ・ロア（第70・72・76・81・83・85・88代）
- 最多連続防衛：10回 - カール・アンダーソン&ジャイアント・バーナード（第57代）
- 最多通算防衛：12回 - 蝶野正洋&天山広吉
- 最多通算防衛：23回 - 天山広吉

## チャンピオンベルトのデザイン
1997年、ヘビー級シングルベルトが2代目となり、その後それに合わせてタッグベルトも新調され2代目となる。
2008年、ヘビー級シングルベルトが新調されたのに伴い、2010年にタッグベルトも3代目と新調された。2代目ベルトまでのプレートは銀色だったが3代目は金色である。
2012年10月23日、サイドプレートがギザギザのものから丸みの帯びた形に変更され現在に至る。

## 主な出来事
- 第47代王者は、高山の長期欠場により王座剥奪。高山が新王者に佐々木&鈴木組を指名したが許可されず棚橋&中邑組と佐々木&鈴木組による王座決定戦が行われた。
- 第48代王者は、蝶野の左ひじ手術による離脱で長期間防衛戦をしていない等の理由でサイモン・ケリー新日本プロレス社長により王座剥奪。
- 第49代王者は、2006年7月2日に真壁&越中組とバーナード&トムコ組の間で暫定王者決定戦を実施。勝利した真壁&越中組と中西&大森組が正規王座決定戦を行い、勝った中西&大森組が正式に第49代王者に認定される。
- 第59代王者は、調印式のボイコット、2012年6月16日大阪での試合内容並びに結果（ノーコンテスト）、菅林直樹新日本プロレス社長への暴行を受けて新日本プロレス社長、IWGP実行委員会、審判部で協議の結果、矢野&飯塚組は王者にふさわしくないと判断、6月16日の大阪の防衛も認めず王座剥奪。
- 第60代王者は、2012年7月22日に天山&小島組と矢野&飯塚組の間で王者決定戦を実施、勝利した天山&小島組を第60代王者に認定。なお試合は、場外カウント無し、4人のレフェリーが試合を裁く特別ルールで行われた。
- 第63代王者は、NWA世界タッグ王座とのダブル選手権試合で、NWA世界タッグ王者のアーチャー&スミス組、第62代IWGPタッグ王者の天山&小島組、ロブ・コンウェイ&ジャックス・デイン組との変則3WAYマッチで行われた。この試合は60分2本勝負で行われ、1本目の勝利者チームはNWA世界タッグ王座に認定、2本目の勝利者チームはIWGPタッグ王座に認定というルールで行われた。試合結果は1本目をロブ&ジャックス組、2本目をアーチャー&スミス組となり、第63代王者にアーチャー&スミス組が認定された。